# Ivan Lepjochin

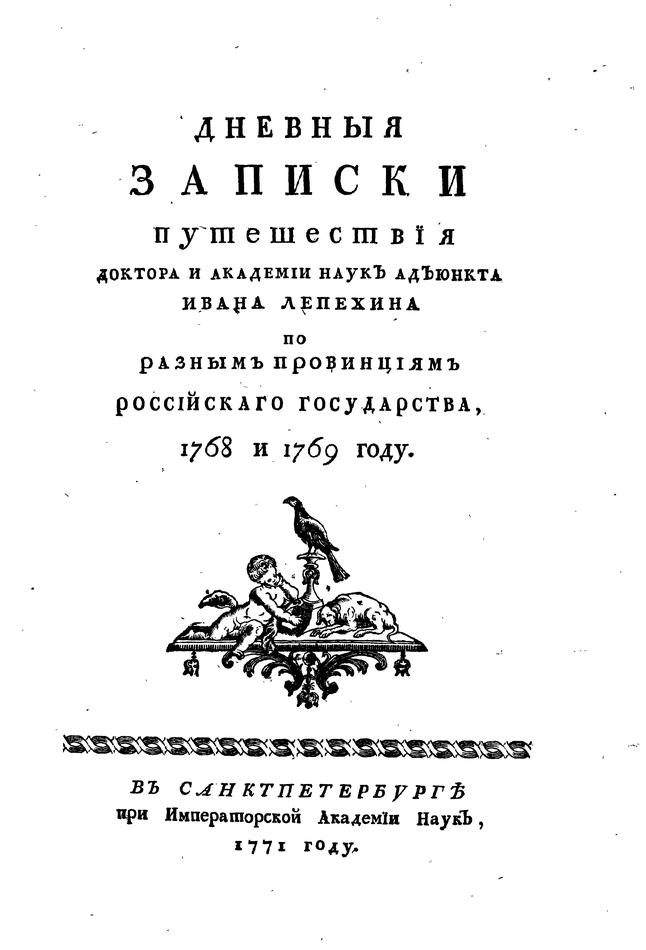
Dagelijkse notities van de reis van Ivan Lepjochin, dokter en junior assistent aan de Wetenschapsacademie, doorheen verscheidene provincies van de Russische staat, in 1768 en 1769

Ivan Ivanovitsj Lepjochin (Russisch: Иван Иванович Лепёхин) (Sint-Petersburg, 10 september 1740 - aldaar, 6 april 1802) was een Russische natuuronderzoeker en botanicus.
Hij begon zijn studies aan de wetenschapsacademie van Sint-Petersburg en vervolledigde die met een doctoraat aan de geneeskundefaculteit van Straatsburg. Hij deed onder andere onderzoek in de streek van de Wolga, de Kaspische Zee en de Oeral.
Hij werd tijdens zijn loopbaan benoemd as permanente secretaris van de Russische Academie van Wetenschappen en was als zodanig een van de eerste grote Russische natuuronderzoekers.
Zijn naam werd onder andere vereeuwigd in de zeekomma Diastylis lepechini Zimmer,1926; het vlokreeftengeslacht Lepechinella Stebbing, 1908; en het vlinderbloemengeslacht Lepechinia Willd. 1804.
- Author citation (botany): Lepech.
- Gemeinsame Normdatei: 11764028X
- International Standard Name Identifier: 0000 0000 8114 5762
- Library of Congress Control Number: n85829227
- Système universitaire de documentation: 185642047
- Museum of New Zealand Te Papa Tongarewa: 51141
- Virtual International Authority File: 35239462
- WorldCat: E39PBJy8qDGjq3tXQpqfpWwpyd